# Medium (mluvnice)
Medium nebo též mediopasivní sloveso označuje v mluvnici specifický rod sloves.
Obvykle se používá činný rod (aktivum) pro děj konaný podmětem (tj. podmět jej „činí“) a trpný rod (pasivum) pro děj, který je na podmětu vykonáván (který podmět „trpí“). Mediem se vyjadřuje děj, který sice podmět vykonává (tedy „činný rod“), ale buď na sobě samém (tedy „trpný“, resp. „reflexivní“) či nějakým způsobem ve vztahu k sobě, ve svůj prospěch, tedy tam, kde se v češtině používá zvratné sloveso.
Medium se vyskytuje například v klasické řečtině. Jako příklad může sloužit sloveso φέρειν (ferein), tj. „nést“:
- aktivum: φέρει (ferei) – „nese“, „přináší“
- medium: φέρεται (feretai) – „nese se“, „nese si“
- pasivum: φέρεται (feretai) – „je nesen“

V prézentu jsou tvary pasiva a media shodné. Není tomu tak však například v aoristu či jiných časech.
Velmi zřetelné je medium v případech, kdy se objeví sloveso zdánlivě v pasivu (v případech, že mají medium a pasivum stejnou formu), ale s předmětem v akuzativu – v tomto případě se nejedná o pasivum, ale právě o medium. Např.: προσκαλειται αυτους (proskaleitai autús), což je česky zhruba „volá si je“.